# Prueba condicional
Una prueba condicional es una prueba de que toma la forma de afirmar un condicional, y demostrando que el antecedente del condicional lleva necesariamente al consecuente.
El antecedente asumido de una prueba condicional se llama supuesto de prueba condicional (SPC). Por lo tanto, el objetivo de una prueba condicional es demostrar que si el SPC fuera cierto, entonces la conclusión deseada sigue necesariamente. La validez de una prueba condicional no requiere que el SPC sea realmente cierta, solo que si fuera cierta ello condujese al consecuente.
Las pruebas condicionales son de gran importancia para las matemáticas. Existen pruebas condicionales que une varios conjeturas no probadas de otra forma, de modo que una prueba de una conjetura puede implicar inmediatamente la validez de varias otras. Puede ser mucho más fácil demostrar la verdad de una proposición que se desprende de otra proposición que demostrar de forma independiente.
Una red de pruebas condicionales es la clase NP completa de la teoría de la complejidad. Hay un gran número de tareas interesantes, y aunque no se sabe si existe una solución en tiempo polinomial para cualquiera de ellas, se sabe que si existe tal solución para cualquiera de ellas, existe para todos ellas. Del mismo modo, la hipótesis de Riemann tiene un gran número de consecuencias ya probadas.

## Lógica simbólica
Como ejemplo de una prueba condicional en lógica simbólica, supongamos que queremos probar A → C (si A, entonces C) a partir de las dos primeras premisas siguientes:
| 1. | A → B | ("Si A, entonces B")                                                                    |
| 2. | B → C | ("Si B, entonces C")                                                                    |
|    |       |                                                                                         |
| 3. | A     | (suposición de prueba condicional, "Supongamos que A es verdadero")                     |
| 4. | B     | (se desprende de las líneas 1 y 3, modus ponens; "Si A entonces B; A, por lo tanto, B") |
| 5. | C     | (se desprende de las líneas 2 y 4, modus ponens; "Si B entonces C; B, por lo tanto C")  |
| 6. | A → C | (se desprende de las líneas 3-5, prueba condicional; "Si A, entonces C")                |